# Астраханський сільський округ (Астраханський район)
Астраха́нський сільський округ (каз. Астраханка ауылдық округі, рос. Астраханский сельский округ) — адміністративна одиниця у складі Астраханського району Акмолинської області Казахстану. Адміністративний центр — село Астраханка.
Населення — 6336 осіб (2021; 6716 у 2009, 7127 у 1999, 8177 у 1989).
Станом на 1989 рік існувала Астраханська сільська рада (села Астраханка, Жанабірлік, Таволжанка).

## Склад
До складу округу входять такі населені пункти:
| Населений пункт  | Колишні назви | Населення, осіб (1989) | Населення, осіб (1999) | Населення, осіб (2009) | Населення, осіб (2021) |
| ---------------- | ------------- | ---------------------- | ---------------------- | ---------------------- | ---------------------- |
| Астраханка, село | -             | 7488                   | 6566                   | 6313                   | 6070                   |
| Жанабірлік, село | -             | 156                    | 139                    | 97                     | 56                     |
| Таволжанка, село | -             | 533                    | 422                    | 306                    | 210                    |